# جامعة توبنغن

جامعة إبرهارد كارل في توبنغن (بالألمانية: Eberhard Karls Universität Tübingen، ويطلق عليها أحيانًا اسم Eberhardina Carolina) هي جامعة ألمانية عامة مقرها مدينة توبنغن بولاية بادن فورتمبيرغ الألمانية، وهي واحدة من أقدم جامعات ألمانيا، ولها مكانة عالمية في مجالات الطب والعلوم الطبيعية والإنسانيات، كما ظلت تحتل المرتبة الأولى بين جامعات ألمانيا لسنوات طويلة في مجال الدراسات الألمانية.
تعد مدينة توبنغن ـ مقر الجامعة ـ واحدة من خمس مدن تقليدية تعرف بمدن الجامعات، جنبًا إلى جنب مع ماربورغ وغوتنغن وفرايبورغ وهايدلبرغ، ويرتبط اسم الجامعة بعدد من العلماء الحاصلين على جائزة نوبل، وخاصة في مجالي الطب والكيمياء.
تأسست الجامعة سنة 1477، ويدرس بها اليوم قرابة 22 ألف طالب، ويتبع كلية الطب بالجامعة 17 مستشفى جامعي تضم حوالي 1500 سرير وتعالج سنويا حوالي 66 ألف مريض بالقسم الداخلي و200 ألف مريض بالعيادات الخارجية.

## التاريخ
تأسست جامعة توبنغن عام 1477 على يد الكونت إبرهارد الخامس (إبرهارد ذو اللحية، 1445–1496)، الذي أصبح لاحقًا أول دوق فورتمبيرغ. كان إبرهارد مصلحًا مدنيًا وكنسيًا، وقد أسس الجامعة بعد أن تأثر بحركة النهضة وإحياء التعلم خلال رحلاته إلى إيطاليا. كان أول رئيس للجامعة يوهانس ناوكليروس.
أُعطي اسمها الحالي في عام 1769 من قبل الدوق كارل أويغن، الذي أضاف اسمه الأول إلى اسم المؤسس. أصبحت الجامعة لاحقًا الجامعة الرئيسية لمملكة فورتمبيرغ. واليوم، تُعد واحدة من تسع جامعات حكومية تمولها ولاية بادن فورتمبيرغ الفيدرالية الألمانية.
لدى جامعة توبنغن تاريخ حافل بالفكر المبتكر، خاصة في مجال اللاهوت، حيث تشتهر الجامعة ومؤسسة توبنغن بذلك حتى يومنا هذا. ساهم فيليب ميلانختون (1497–1560)، الدافع الرئيسي في بناء النظام المدرسي الألماني وشخصية بارزة في الإصلاح البروتستانتي، في تحديد اتجاه الجامعة. من بين الطلاب (و/أو الأساتذة) البارزين في توبنغن الفلكي يوهانس كيبلر؛ الاقتصادي هورست كولر (رئيس ألمانيا)؛ جوزيف راتزينجر (البابا بنديكت السادس عشر)؛ الشاعر فريدريش هولدرلين؛ والفلاسفة فريدريش شيلينغ وجورج فيلهلم فريدريش هيغل. يشير مصطلح "الثلاثي توبنغن" إلى هولدرلين، هيغل، وشيلينغ، الذين كانوا زملاء في السكن بمؤسسة توبنغن. أعاد اللاهوتي هيلموت ثيليك إحياء توبنغن بعد الحرب عندما تولى أستاذية في الكلية اللاهوتية التي أعيد فتحها في عام 1947، وتم تعيينه رئيسًا إداريًا للجامعة ورئيسًا لمؤتمر المستشارين في عام 1951. الفيلسوف واللاهوتي إرنست بلوخ هو شخصية بارزة أخرى مرتبطة بإحياء توبنغن بعد الحرب.

### فترة الحكم النازي
لعبت الجامعة دورًا رياديًا في محاولة إضفاء الشرعية على سياسات الرايخ الثالث باعتبارها "علمية". حتى قبل انتصار الحزب النازي في الانتخابات العامة في مارس 1933، لم يكن هناك سوى عدد قليل جدًا من أعضاء هيئة التدريس اليهود وعدد قليل من الطلاب اليهود. تم فصل الفيزيائي هانز بيته في 20 أبريل 1933 بسبب أصوله "غير الآرية". وأُجبر أستاذ الدين تراوغوت كونستانتين أوسترايش وعالم الرياضيات إريش كامكه على التقاعد المبكر، ويرجح أن السبب في الحالتين كان أصول زوجتيهما "غير الآرية". على الأقل، تم تعقيم 1,158 شخصًا في مستشفى الجامعة.

### حقبة ما بعد الحرب
في عام 1966، تم تعيين جوزيف راتزينغر، الذي أصبح لاحقًا البابا بنديكت السادس عشر، في منصب أستاذ اللاهوت العقائدي في كلية اللاهوت الكاثوليكي بجامعة توبنغن، حيث كان زميلًا لهانس كونغ. في عام 1967، تم تعيين يورغن مولتمان (مواليد 1926)، وهو واحد من أكثر اللاهوتيين البروتستانت تأثيرًا في القرن العشرين، أستاذًا للاهوت النظامي في كلية اللاهوت البروتستانتي. كان مولتمان قد جُنّد في عام 1944 من قبل ألمانيا النازية وأصبح أسير حرب لدى الحلفاء بين عامي 1945 و1948. تأثر بزميله وصديقه في توبنغن، إرنست بلوخ، الفيلسوف الماركسي.
في عام 1970، أُعيد هيكلة الجامعة إلى سلسلة من الكليات كأقسام مستقلة للدراسة والبحث على غرار الجامعات الفرنسية. تصدر اسم الجامعة العناوين في نوفمبر 2009 عندما احتل مجموعة من الطلاب اليساريين إحدى القاعات الرئيسية، قاعة كوبرفاو، لعدة أيام. وكان هدف الطلاب الاحتجاج على رسوم التعليم والمطالبة بأن تكون الدراسة مجانية للجميع. في مايو 2010، انضمت توبنغن إلى شبكة جامعات ماتاريكي جنبًا إلى جنب مع كلية دارتموث (الولايات المتحدة)، وجامعة دورهام (المملكة المتحدة)، وجامعة كوينز (كندا)، وجامعة أوتاغو (نيوزيلندا)، وجامعة أستراليا الغربية (أستراليا)، وجامعة أوبسالا (السويد). في 27 أبريل 2022، تم انتخاب امرأة لأول مرة في منصب رئيس الجامعة، وهي كارلا بولمان.

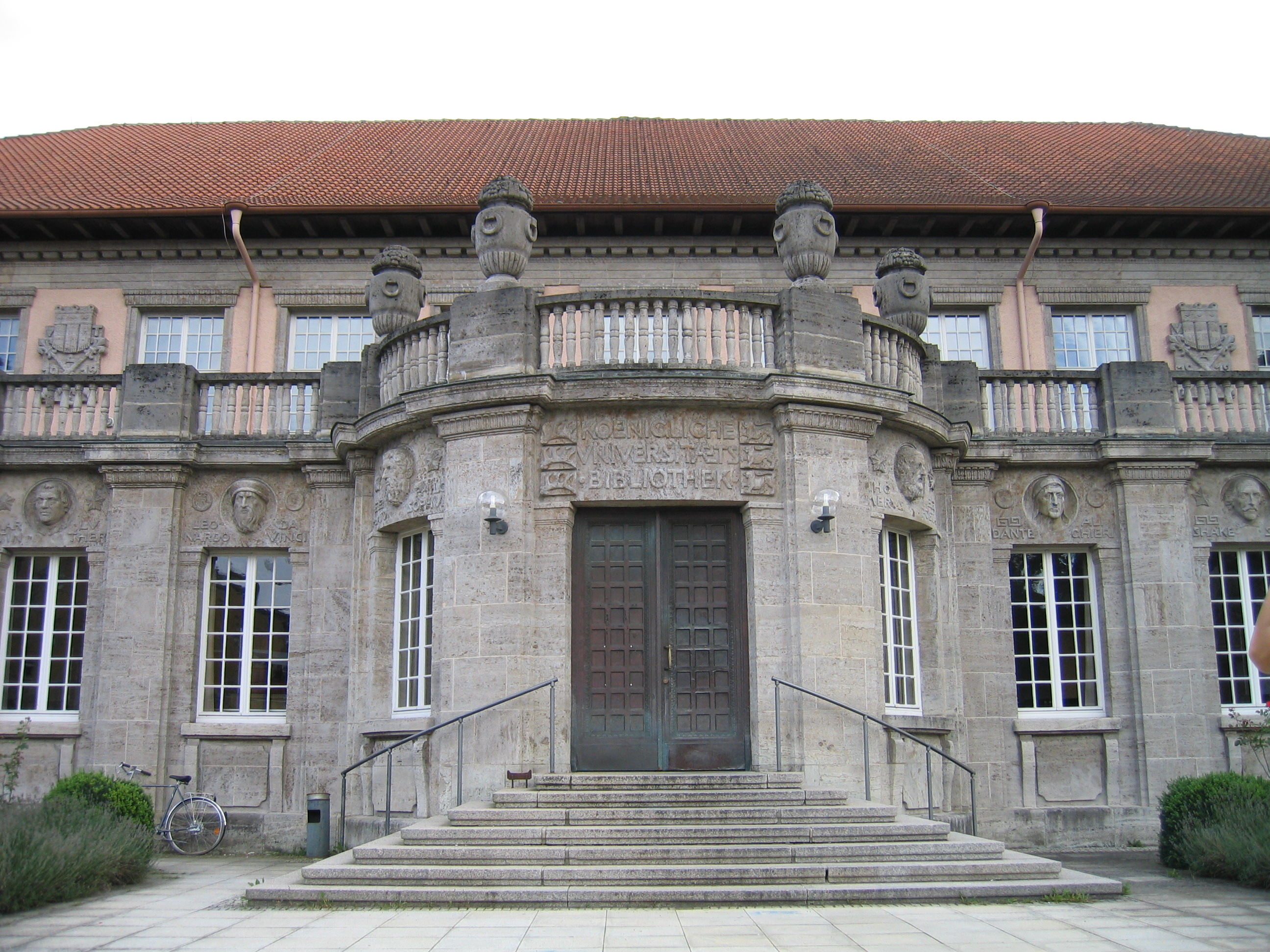
المكتبة القديمة

## مجالات البحث
تقوم جامعة توبنغن بتنفيذ مجموعة واسعة من مشاريع البحث في مجالات متنوعة. من بين المشاريع البارزة في العلوم الطبيعية معهد هيرتي لبحوث الدماغ السريرية، الذي يركز على علم الأعصاب العام والمعرفي والخلايا العصبية، بالإضافة إلى التنكس العصبي، ومركز البحث السريري بين التخصصات، الذي يتعامل بشكل رئيسي مع بيولوجيا الخلايا في التشخيص والعلاج لأمراض أجهزة الأعضاء. في مجال الفنون الليبرالية، تتميز جامعة توبنغن بوجود الكلية الوحيدة في ألمانيا لدراسة البلاغة - حيث أسس القسم والتر ينس، وهو ناقد أدبي وفكري مهم. كما تتمتع الجامعة بتميز مستمر في تقاليدها العريقة في البحث في مجالات الفلسفة واللاهوت والفيلولوجيا. منذ القرن التاسع عشر على الأقل، كانت توبنغن موطنًا للبحث من الطراز العالمي في دراسات ما قبل التاريخ ودراسة العصور القديمة، بما في ذلك دراسة الشرق الأدنى القديم؛ وتركز أبحاث الجامعة في هذه المجالات على الأناضول، على سبيل المثال من خلال الحفريات المستمرة التي تقوم بها الجامعة في تروي. تستضيف جامعة توبنغن أيضًا العديد من مراكز البحث التعاوني، التي تنتج أبحاثًا بين تخصصات أساسية.

## المتحف
منذ عام 2006، جعل متحف جامعة توبنغن (MUT) مهمته الاحتراف في تنظيم المجموعات التعليمية والعرضية والبحثية التي تضم 65 مجموعة قديمة وفريدة أحيانًا من جميع كليات الجامعة، وذلك من حيث الجوانب المتعلقة بالمجموعات، والعرض، والتنظيم. في المعارض البينية، يجب أن يحصل الجمهور العام على رؤى في تاريخ العلوم وكذلك في مجال البحث العلمي نفسه.
بالإضافة إلى ذلك، يقدم برنامج الماجستير "المتحف والمجموعات" في MUT، بمشاركة ستة تخصصات في العلوم الإنسانية والدراسات الثقافية، تدريب الطلاب في مجال المعارض.
تمثال تابوت مصري قديم من مدينة أسيوط، منتصف الأسرة الثانية عشر
ثماني مجموعات علمية تعليمية - أصول الفن، المساكن العائمة + السلت، الكتابة المسمارية، الآلهة + المقابر، الفن القديم، العملات القديمة، التماثيل القديمة - مفتوحة للجمهور في متحف الثقافات القديمة وفي المعرض الدائم "عالم الثقافات" في قلعة هوهنتوبينغن. بالإضافة إلى ذلك، هناك مجموعات تعليمية علمية أخرى، جزئيًا قابلة للوصول، على هوهنتوبينغن: مهد الكيمياء الحيوية (شلوسبلاور)، صورة المخزون، ثقافة الحياة اليومية، صور العصور القديمة، معرض الأساتذة (جزئي)، كنيسة القلعة، و"تونشتاينشربن".
يعد MUT - وبالتالي جامعة إبرهارد كارلز في توبنغن - المؤسسة الجامعية الوحيدة في العالم التي تضم آثارًا تحمل حالة التراث العالمي، مثل أقدم الأعمال الفنية التصويرية الباقية وآلات موسيقية للبشرية، تماثيل عاجية من الماموث وقطع من فلوتات العظام. وهذه القطع جاءت من كهف فوغلهيرده (ألب سوابيا)، الذي أصبح جزءًا من التراث العالمي لليونسكو "الكهوف وفن العصر الجليدي في جبال سوابيا" منذ عام 2017.

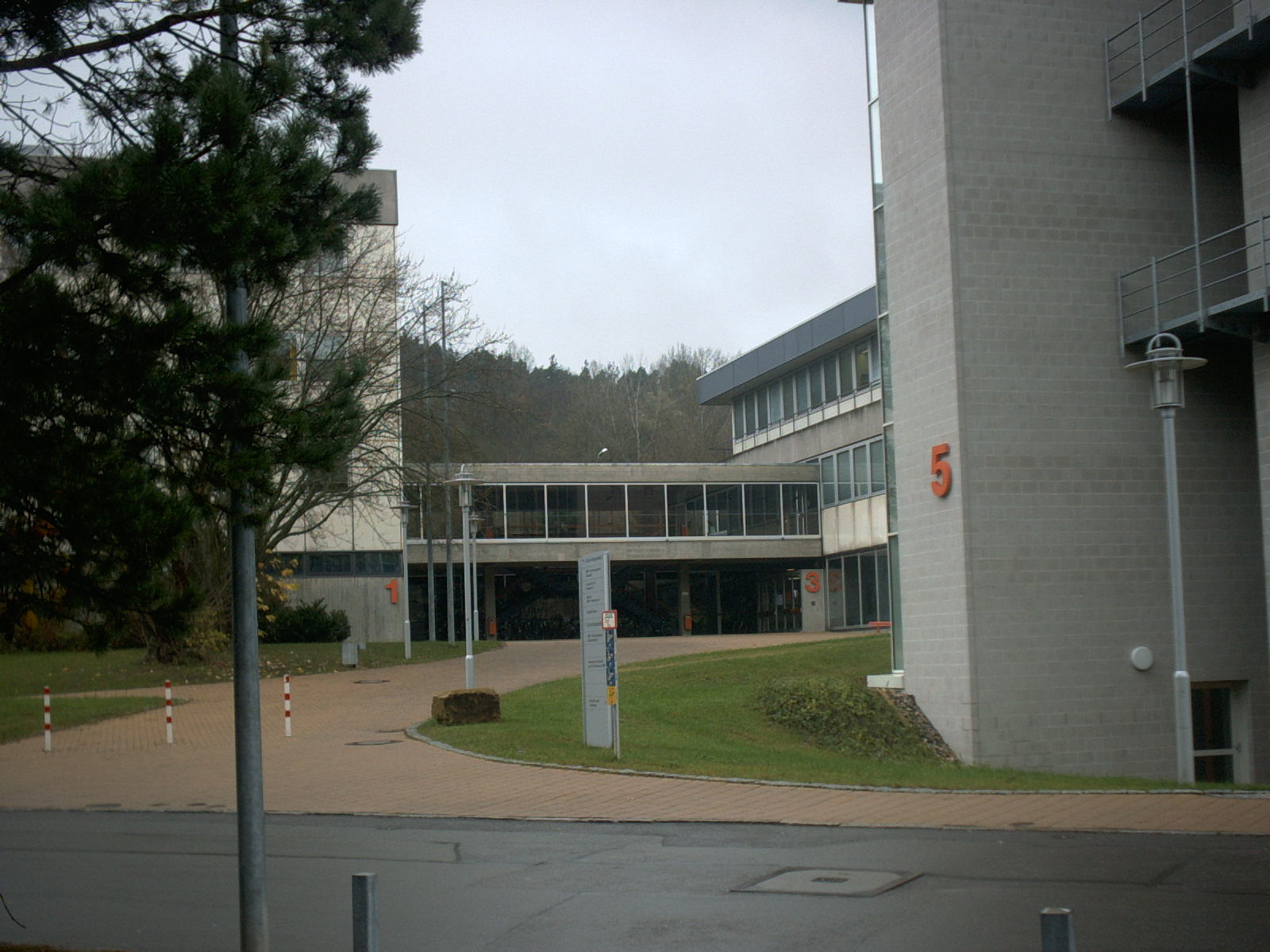
مركز البيولوجيا الجزيئية للنبات بجامعة توبنغن

## كليات الجامعة
تتكون جامعة توبنغن من 14 كلية تنقسم كل منها بدورها إلى عدة أقسام أكاديمية، وهذه الكليات هي:
- كلية علم اللاهوت البروتستانتي
- كلية علم اللاهوت الكاثوليكي
- كلية القانون
- كلية الاقتصاد وإدارة الأعمال
- كلية الطب
- كلية الفلسفة والتاريخ
- كلية العلوم الاجتماعية والسلوكية
- كلية اللغات الحديثة
- كلية العلوم الثقافية
- كلية الكيمياء والصيدلة
- كلية علم الأحياء
- كلية علوم الأرض
- كلية علوم المعلومات والمعرفية

## التصنيف
احتلت جامعة توبنغن المرتبة 152 عالميًا في تصنيف كيو إس للجامعات سنة 2011، وهي بذلك الجامعة السابعة على مستوى ألمانيا. وترتيب الجامعة في العلوم المختلفة كالتالي:
- الفنون والإنسانيات: 86
- علوم الحياة والطب: 129
- العلوم الطبيعية: 201
- العلوم الاجتماعية 331

## خريجون مشهورون

### حاصلون على جائزة نوبل
- ويليام رامزي (جائزة نوبل في الكيمياء 1904)
- إدوارد بوخنر (جائزة نوبل في الكيمياء 1907)
- كارل فرديناند براون (جائزة نوبل في الفيزياء 1909)
- أدولف بوتنانت (جائزة نوبل في الكيمياء 1939)
- ألبرت شفايتزر (جائزة نوبل في السلام 1952)
- جورج فيتيغ (جائزة نوبل في الكيمياء 1979)
- هارتموت ميشيل (جائزة نوبل في الكيمياء 1988)
- بيرت زاكمان (جائزة نوبل في الطب 1991)
- كرستيانه نوسلاين فولهارد (جائزة نوبل في الطب 1995)
- غونتر بلوبل (جائزة نوبل في الطب 1999)

### الإلاهيات
- فيليب ملانكتون، مصلح ديني بروتستانتي.
- البابا بندكت السادس عشر
- ألبرت شفايتزر، طبيب ولاهوتي، حاصل على جائزة نوبل في السلام سنة 1952.

### القانون
- رومان هيرتسوغ، رئيس جمهورية ألمانيا الاتحادية (1994 ـ 1999)
- كلاوس كينكل، نائب المستشار الاتحادي الألماني ووزير خارجية ألمانيا (1993 ـ 1998)

### الاقتصاد
- فريدريش لست
- هورست كولر، مدير صندوق النقد الدولي (2000 ـ 2004)، رئيس ألمانيا (2004 ـ 2010)

### الأدب الألماني
- فالتر يينس (ولد سنة 1923)، فيلولوجي ومؤرخ أدبي وناقد

### التاريخ
- كورت غورغ كيزنغر، المستشار الألماني (1966 ـ 1969)
- ريتا زوسموت، رئيسة البرلمان الاتحادي الألماني (البوندستاغ) (1988 ـ 1998)

### علم الآثار
- السير أوريل ستاين (حصل على الدكتوراه من جامعة توبنغن سنة 1883)

### الفلسفة
- فريدرش هولدرلين
- فريدريش هيغل
- إرنست بلوخ

### الطب وعلم الأحياء والكيمياء
- يوليوس لوثر ماير، عالم كيمياء (1830 ـ 1895)
- فريدريك ميسشر، عالم أحياء
- ألويس ألزهايمر، عالم نفس وباثولوجيا عصبية
- كارل بنيامين كلونزنغر

### العلوم الطبيعية والرياضيات
- يوهانس كيبلر (1571–1630)، عالم فلك.
- فيلهلم شيكارد (1592-1635)، عالم فلك.

## وصلات خارجية
- الموقع الرسمي للجامعة بالإنجليزية